# 原田武夫
原田 武夫（はらだ たけお、1971年12月 - ）は、シンクタンク経営者、元外交官。株式会社原田武夫国際戦略情報研究所代表取締役会長。

## 来歴
香川県高松市生まれ。桐朋中学校・高等学校卒業。
1993年、東京大学法学部を在学中、外交官試験に合格し、同大学を中退。外務省に外務公務員Ⅰ種職員として入省。経済局国際機関第二課に配属。
1994年、在ドイツ日本国大使館に赴任。ベルリン自由大学、テュービンゲン大学、ドイツ外務省研修所で在外研修。有馬龍夫及び渋谷治彦両大使のもとで大使秘書官を務める。1998年、帰国後、欧亜局西欧第1課に異動。
2001年、大臣官房総務課配属、外務省機密費流用事件の内部調査メンバーとして調査にあたった。2003年、アジア大洋州局北東アジア課課長補佐 北朝鮮班長。当時の上司として、藪中三十二アジア大洋州局長、齋木昭隆同審議官で、第1回から3回の六カ国協議の実務を担当。
2005年3月、12年間務めた外務省を退職。同年4月に任意団体として自身のシンクタンク・原田武夫国際戦略情報研究所を設立し、2007年に会社登記を行い、代表取締役に就任。
2010年、独キール世界経済研究所主催「グローバル・エコノミック・シンポジウム（GES）」のナレッジ・パートナーとして活動。 
2012年、中小企業庁による「高度グローバル経営人材育成事業」で選定された54社中2社について担当し、人財育成の「専門家」として公的に認証される。
2013年5月、「サンクトペテルブルク国際経済フォーラム（SPIEF）2013」にパネリストとして参加（2014年、2015年、2018年にも参加）。
11月、内閣官房行政改革推進本部事務局による「秋のレビュー」の「大学の教育研究の質の向上に関する事業（グローバル人材育成及び大学改革）」に関する参考人として招致される。
2014年1月、「アジア金融フォーラム（AFF）2014」に参加。 4月、「ユーラシア・ビジネス・フォーラム（EBF）2014」に参加。基調講演を行なう。
9月、「ボアオ・アジア・フォーラム（BOAO）2014」に参加。
2015年、B20「中小企業・アントレプレナーシップ」タスクフォースに参加（以後、B20のメンバーとして活躍）。
2017年2月、「ICC（国際商業会議所）日本委員会」のメンバーを務める。5月、「ICC G20 CEO Advisory Group」において我が国から唯一選ばれたメンバーとして活躍する。
2018年、ケンブリッジ大学「ケンブリッジ・ユニオン」にスピーカーとして招致され、参加。
2020年4月より、東京大学駒場キャンパスで教鞭を執り、同大学教養学部・学生自治体公認の自主ゼミを開講。
2021年3月、京都産業大学大学院修了（京都文化学専攻（歴史地理学））及び放送大学大学院修了（文化科学専攻（人文学））。
4月、東京大学教養学部において正規単位認定ゼミを開講。同月より、立教大学大学院人工知能科学研究科修士課程において人工知能（AI）の研究を行う。5月より人工知能学会会員。
2022年1月より「ラブエフエム国際放送株式会社（福岡）」において『原田武夫のNew Breeze』メインパーソナリティーを務めている(現在は放送終了)。4月、学習院女子大学非常勤講師就任（外交官論・国際儀礼専門）。5月、自然言語処理学会会員。9月、東京大学大学院工学系研究科 道徳感情数理工学社会連携講座 共同研究員。12月、代表理事を務める一般社団法人日本グローバル化研究機構（RIJAG）が国連経済社会理事会（ECOSOC）より協議資格である「特殊諮問資格(Special Consultative Status）」に正式に認められ、経済社会理事会に諮問的地位を有する「国連NGO」のステータスを獲得した。同月、NHK Eテレで放送中の「先人たちの底力知恵泉 (ちえいず)」に2週に渡り出演。
2023年3月、立教大学大学院人工知能科学研究科修了(人工知能科学専攻（人工知能科学))。
2024 年 1 月より一般社団法人 日本ベンチャー学会会員。
2024 年 3 月、大阪公立大学産学連携教育イノベーター育成プログラム(アントレプレナーシップ教育力育成コース）修了。 2024 年 4 月より広島大学客員准教授(「スポーツ経営学」に関する講義を行う)、東京大学大学院工学系研究科 バイオエンジニ アリング専攻 非常勤講師並びに東京大学大学院医学系研究科・医学部 客員研究員。
2024 年 5 月、「2024 年度 人工知能学会全国大会（第 38 回）」にて論文「国会答弁案作成システムにおける生成 AI の活用「対北 朝鮮外交」を題材とした実装の検討」を発表。同年 6 月、国連大学マカオ研究所との共催のウェビナー(「生成 AI と外交―その先 に待ち受けるもの―(原題：“Generative AI and Diplomacy: What’s Beyond?”)」)にスピーカーとして招聘された。
2024年7月、国連大学グローバルAIネットワーク(United Nations University Artificial Intelligence Network (UNU Global AI Network))に加盟。
2025年３月、「一般社団法人自然言語処理学会第31回年次大会」にて論文「大規模言語モデルを用いた我が国の対米外交における調書作成支援システム」を発表。同月、「一般社団法人人工知能学会第26回研究会」にて論文「ビジネス上の意思決定のための国際情勢分析・予測を目的とした大規模言語モデルによるabductionの活用」を発表。
2025年4月より自身のシンクタンク・原田武夫国際戦略情報研究所代表取締役会長CEOに就任。

## 著作
- 『劇場政治を超えて－ドイツと日本』（筑摩書房、ちくま新書、2003年） ISBN 978-4480061133
- 『サイレント・クレヴァーズ－30代が日本を変える』（中央公論新社、中公新書ラクレ、2004年） ISBN 978-4121501370
- 『北朝鮮外交の真実』（筑摩書房、2005年） ISBN 978-4480863645
- 『元外交官が教える24時間で金持ちになる方法』（インデックス・コミュニケーションズ、2005年） ISBN 978-4757303263
- 『騙すアメリカ 騙される日本』（筑摩書房、ちくま新書、2005年） ISBN 978-4480062772
- 『「NO」と言える国家－奪われ続ける日本の国富』（ビジネス社、2006年） ISBN 978-4828412771
- 『元外交官が最前線で見てきた 超一級の交渉術』（青春出版社、2006年） ISBN 978-4413036016
- 『タイゾー化する子供たち』（光文社ペーパーバックス､2006年） ISBN 978-4334933913
- 『「日本叩き」を封殺せよ 情報官僚・伊東巳代治とメディア戦略』（講談社、2006年） ISBN 978-4062133494
- 『仕掛け、壊し、奪い去るアメリカの論理――マネーの時代を生きる君たちへ　原田武夫東大講義録』（ブックマン社、2007年） ISBN 978-4893086433
- 『「日本封じ込め」の時代――日韓併合から読み解く日米同盟』（PHP新書、2007年） ISBN 978-4569690049
- 『国家の読み解き方』（勁草書房､2007年） ISBN 978-4326351374
- 『北朝鮮VS.アメリカ――「偽米ドル」事件と大国のパワー・ゲーム』（ちくま新書、2008年） ISBN 978-4480064059
- 『金融マーケットを先読みせよ 世界と日本経済の潮目』（ブックマン社､2008年） ISBN 978-4893086822
- 『大転換の時代――10年後に笑う日本人が今すべきこと』（ブックマン社、2009年） ISBN 978-4893087058
- 『計画破産国家アメリカの罠 そして世界の救世主となる日本』（講談社、2009年） ISBN 978-4062154611
- 『狙われた日華の金塊〜ドル崩壊という罠〜』（小学館、2010年） ISBN 978-4093897273
- 『世界通貨戦争後の支配者たち』（小学館、2011年） ISBN 978-4093897358
- 『脱アメリカ時代のプリンシプル』（ユナイテッド・ブックス、2011年） ISBN 978-4877718022
- 『アメリカ秘密公電漏洩事件 ウィキリークスという対日最終戦争』（講談社、2011年） ISBN 978-4062172707
- 『教科書やニュースではわからない 最もリアルなアメリカ入門』（かんき出版、2012年） ISBN 978-4761268107
- 『ジャパン・シフト (仕掛けられたバブルが日本を襲う)』（徳間書店、2012年） ISBN 978-4198634933
- 『「日本バブル」の正体　～なぜ世界のマネーは日本に向かうのか』（東洋経済新報社、2013年） ISBN 978-4492395875
- 『決定版ニッポンのグローバル人財教本』（飛鳥新社、2013年）ISBN 978-4864102483
- 『それでも「日本バブル」は終わらない: 残された2年間ですべてが変わる』（徳間書店、2013年）ISBN 978-4198636661
- 『ジャパン・ラッシュ―「デフレ縮小化」で日本が世界の中心となる』（東洋経済新報社、2013年）ISBN 978-4492396001
- 『世界史を動かす日本: これからの5年を迎えるために本当に知るべきこと』（徳間書店、2014年）ISBN 978-4198638016
- 『甦る上杉慎吉　天皇主権説という名の亡霊』（講談社、2014年）ISBN 978-4062191760
- 『世界を動かすエリートはなぜ、この「フレームワーク」を使うのか？』（かんき出版、2015年）ISBN 978-4761270841
- 『Pax Japonica: The Resurrection of Japan 』（LID Publishing、2017年）ISBN 978-1911498223
- 『図解でわかる！2030 年未来予想図』（宝島社、2023年）ISBN 978-4299040992

## 出演番組

### ラジオ
- ラジオあさいちばん（NHKラジオ第1）※あさいちウォッチ ビジネス編 - 2014年3月
- 原田武夫のNew Breeze（LOVE FM）2022年1月1日 - 2023年、毎週火曜 12:50 - 13:00[8]